# Albert Clarence St. Clair-Morford
Albert Clarence St. Clair-Morford, britanski general, * 1893, † 4. maj 1945, Thurlestone. (nesreča na strelišču)